# Enzimologia
L'enzimologia és una branca de la bioquímica dedicada a l'estudi i caracterització dels enzims. En concret estudia la cinètica enzimàtica, els mecanismes de regulació, la compartimentació cel·lular i a l'organisme, la seva composició, identificació i purificació química, l'especificitat pel substrat i per la reacció i la seva classificació. També serveix l'estudi dels enzims en taxonomia per diferenciar les espècies animals pròximes entre elles.
Els enzims són els catalitzadors de totes les reaccions bioquímiques i tenen aplicacions en la farmàcia la medicina i les indústries siguin fermentatives (vinificació, panificació, etc.) o no ho siguin.

## Història
Lavoiser (1743 - 1794) va ser el primer a estudiar sobre bases quantitatives el procés de la fermentació alcohòlica quan va observar la relació entre quantitat de sucre present i productes formats durant el procés opinant que la fermentació era una reacció química com qualsevol altre. Posteriorment Pasteur demostrà que la fermentació i la putrefacció eren provocats per la presència de bacteris i llevats.
Buchner a finals del segle xix treballant amb masses cel·lulars del llevat Saccharomyces cerevisiae demostrà que del llevat se'n podia extreure una substància capaç de regular un procés químic concret. Tal cosa va obligar a replantejar les idees vigents en l'època sobre que la digestió era una trituració fins a obtenir partícules tan fines que ja podien ser assimilades.
Richard Kuhne (1900-1967) va ser el que va donar nom als enzims d'una paraula grega que significa literalment "en el llevat".